# بیا چیزی شیرین داشته باشیم
بیا چیزی شیرین داشته باشیم (به هندی: Kuchh Meetha Ho Jaye) فیلمی محصول سال ۲۰۰۵ و به کارگردانی سمر خان است. در این فیلم بازیگرانی همچون آرشاد وارسی، ماهیما چودری، شاهرخ خان، دیپیتی نوال، جاسپال بهاتی، آشوین موشران ایفای نقش کرده‌اند.